# Valley Parade
Valley Parade, ookwel; University of Bradford Stadium, is een voetbalstadion in de Engelse stad Bradford (graafschap West Yorkshire). Het is de thuishaven van Bradford City AFC.
Het stadion werd gebouwd in 1886 en was vanaf dat moment tot 1903 de thuisbasis van Manningham F.C. een Engelse footballclub uit de Rugby League.
Het heeft een cappaciteit van 25.136 zitplaatsen verdeeld over vijf tribunes met enkel zitplaatsen: de Sunwin Stand, de Carlsberg Stand, de East Stand, de Pulse Family Stand en de TL Dallas Stand.

## Brand
Op 11 mei 1985 waren er 11.076 toeschouwers aanwezig bij de wedstrijd tussen Bradford City AFC en Lincoln City FC, de laatste wedstrijd van het seizoen 1984/85 in de Football League Third Division. Zo'n 40 minuten na aanvang van de wedstrijd werden de eerste tekenen waargenomen van een brand, die vermoedelijk was ontstaan nadat een toeschouwer een lucifer of een brandende sigaret door de open houten tribune naar beneden had laten vallen. Na enkele minuten werd de brandweer gewaarschuwd, maar de politie begon direct met het evacueren van de tribune. De wedstrijd werd ondertussen gestaakt door scheidsrechter Don Shaw. Ten tijde van de brand waren er ruim 11.000 toeschouwers aanwezig, die veelal geen andere vluchtweg hadden dan het veld op te gaan, daar vele nooduitgangen geblokkeerd waren of op slot zaten.
Al snel stond de gehele tribune inclusief het houten dak in brand. In totaal vonden 56 toeschouwers de dood en raakten ruim 265 personen gewond.

## Afbeeldingen

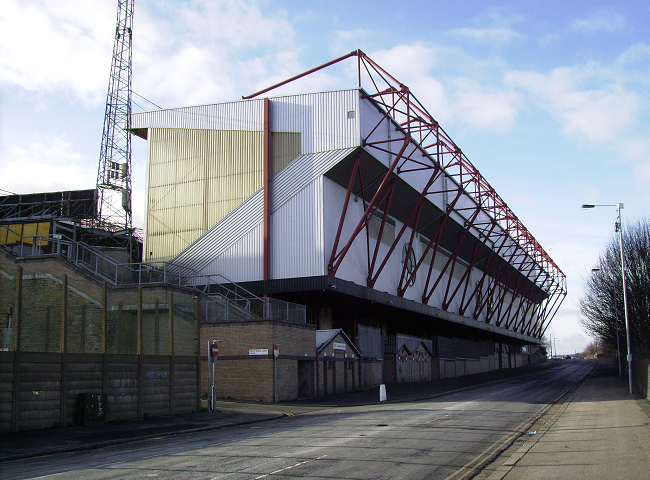
Midland Road-tribune
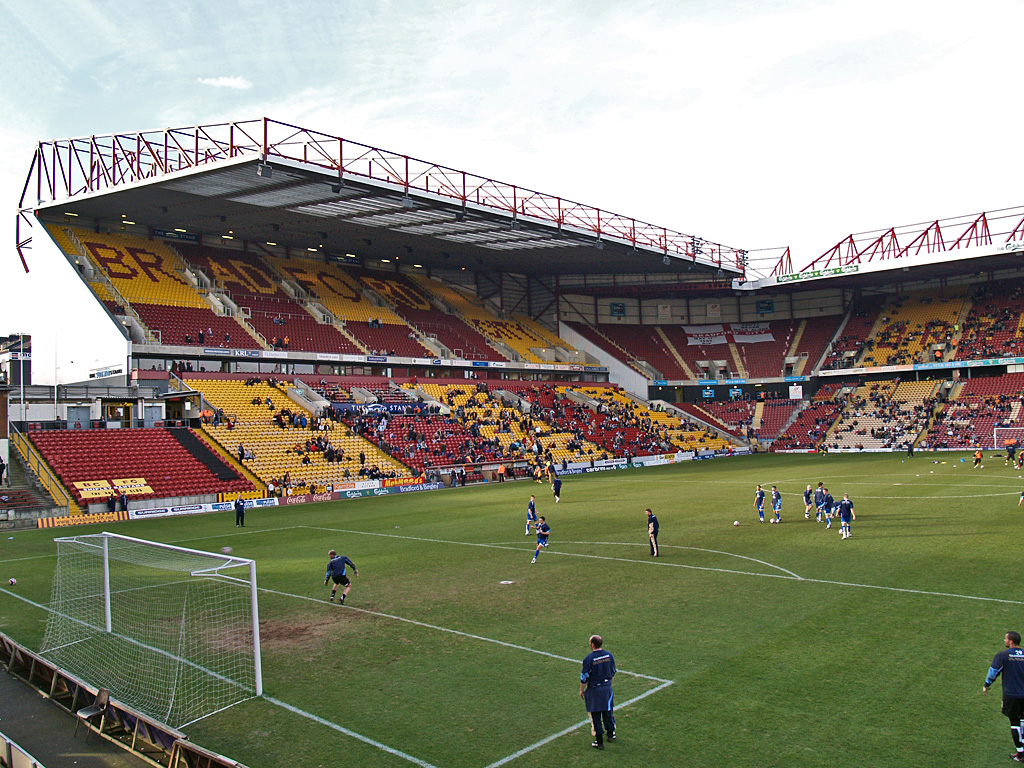
Warming-up voor Bradford City-Bury, februari 2008
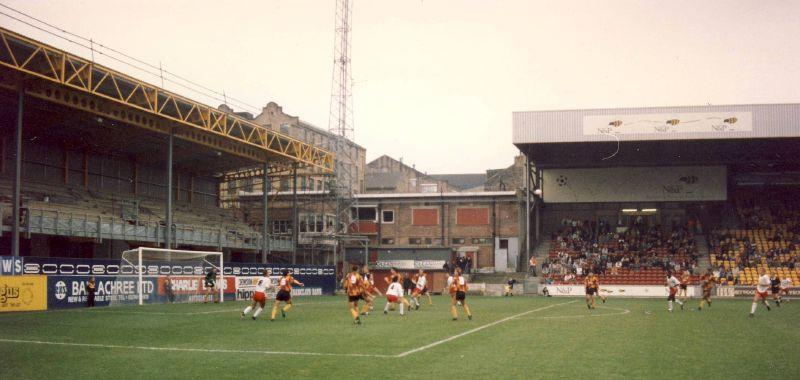
Bradford City-Fulham in de jaren 90
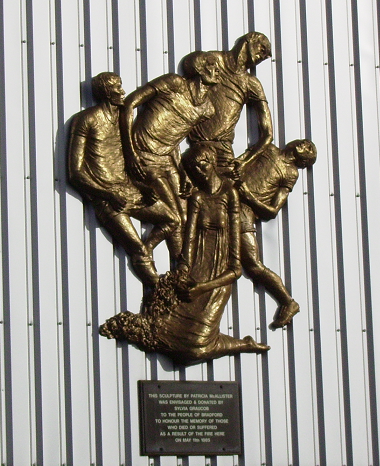
Gedenkteken bij de hoofdtribune ter nagedachtenis aan de slachtoffers van de brand in 1985

American Express Community Stadium  (Brighton & Hove Albion)  ·
Anfield  (Liverpool)  ·
Brentford Community Stadium  (Brentford)  ·
City Ground  (Nottingham Forest)  ·
Craven Cottage  (Fulham)  ·
Dean Court  (Bournemouth)  ·
Emirates Stadium  (Arsenal)  ·
Etihad Stadium  (Manchester City)  ·
Goodison Park  (Everton)  ·
King Power Stadium  (Leicester City)  ·
Molineux Stadium  (Wolverhampton Wanderers)  ·
Old Trafford  (Manchester United)  ·
Olympisch Stadion  (West Ham United)  ·
Portman Road  (Ipswich Town)  ·
St. James' Park  (Newcastle United)  ·
St. Mary's Stadium  (Southampton)  ·
Selhurst Park  (Crystal Palace)  ·
Stamford Bridge  (Chelsea)  ·
Tottenham Hotspur Stadium  (Tottenham Hotspur)  ·
Villa Park  (Aston Villa) 
Ashton Gate  (Bristol City)  ·
bet365 Stadium  (Stoke city)  ·
Bramall Lane  (Sheffield United)  ·
Cardiff City Stadium  (Cardiff City)  ·
Carrow Road  (Norwich City)  ·
Coventry Building Society Arena  (Coventry City)  ·
Deepdale  (Preston North End)  ·
The Den  (Millwall)  ·
Elland Road  (Leeds United)  ·
Ewood Park  (Blackburn Rovers)  ·
Fratton Park  (Portsmouth)  ·
The Hawthorns  (West Bromwich Albion)  ·
Hillsborough  (Sheffield Wednesday)  ·
Home Park  (Plymouth Argyle)  ·
Kassam Stadium  (Oxford United)  ·
Kenilworth Road  (Luton Town)  ·
Loftus Road  (Queens Park Rangers)  ·
MKM Stadium  (Hull City)  ·
Pride Park  (Derby County)  ·
Riverside Stadium  (	Middlesbrough)  ·
Stadium of Light  (Sunderland)  ·
Swansea.com Stadium  (Swansea City)  ·
Turf Moor  (Burnley)  ·
Vicarage Road  (Watford) 
Abbey Stadium  (Cambridge United)  ·
Adams Park  (Wycombe Wanderers)  ·
Bloomfield Road  (Blackpool)  ·
Brisbane Road  (Leyton Orient)  ·
Broadfield Stadium  (Crawley Town)  ·
Broadhall Way  (Stevenage)  ·
DW Stadium  (Wigan Athletic)  ·
Edgeley Park  (Stockport County)  ·
Field Mill  (Mansfield Town)  ·
John Smith's Stadium  (Huddersfield Town)  ·
London Road  (Peterborough United)  ·
Madejski Stadium  (Reading)  ·
Memorial Stadium  (Bristol Rovers)  ·
New Meadow  (Shrewsbury Town)  ·
New York Stadium  (Rotherham United)  ·
Oakwell Stadium  (Barnsley)  ·
Pirelli Stadium  (Burton Albion)  ·
Racecourse Ground  (Wrexham)  ·
Sincil Bank  (Lincoln City)  ·
Sixfields Stadium  (Northampton Town)  ·
St. Andrew's Stadium  (Birmingham City)  ·
St James Park  (Exeter City)  ·
The Valley  (Charlton Athletic)  ·
University of Bolton Stadium  (Bolton Wanderers) 
Bescot Stadium  (Walsall)  ·
Blundell Park  (Grimsby Town)  ·
Brunton Park  (Carlisle United)  ·
Colchester Community Stadium  (Colchester United)  ·
County Ground  (Swindon Town)  ·
Crown Ground  (Accrington Stanley)  ·
Globe Arena  (Morecambe)  ·
Gresty Road  (Crewe Alexandra)  ·
Hayes Lane  (Bromley)  ·
Highbury Stadium  (Fleetwood Town)  ·
Holker Street  (Barrow)  ·
Keepmoat Stadium  (Doncaster Rovers)  ·
Meadow Lane  (Notts County)  ·
Moor Lane  (Salford City)  ·
Plough Lane  (Wimbledon)  ·
Prenton Park  (Tranmere Rovers)  ·
Priestfield Stadium  (Gillingham)  ·
Rodney Parade  (Newport County)  ·
SMH Group Stadium  (Chesterfield)  ·
Stadium MK  (MK Dons)  ·
Vale Park  (Port Vale)  ·
Valley Parade  (Bradford City)  ·
Wetherby Road  (Harrogate Town)  ·
Whaddon Road  (Cheltenham Town) 